# Agave victoriae-reginae
Espèce
Statut CITES
Agave victoriae-reginae est une espèce végétale de la famille des Agaves.

## Étymologie
Elle porte le nom de la Reine Victoria qui a régné en Angleterre au XIXe siècle.

## Description

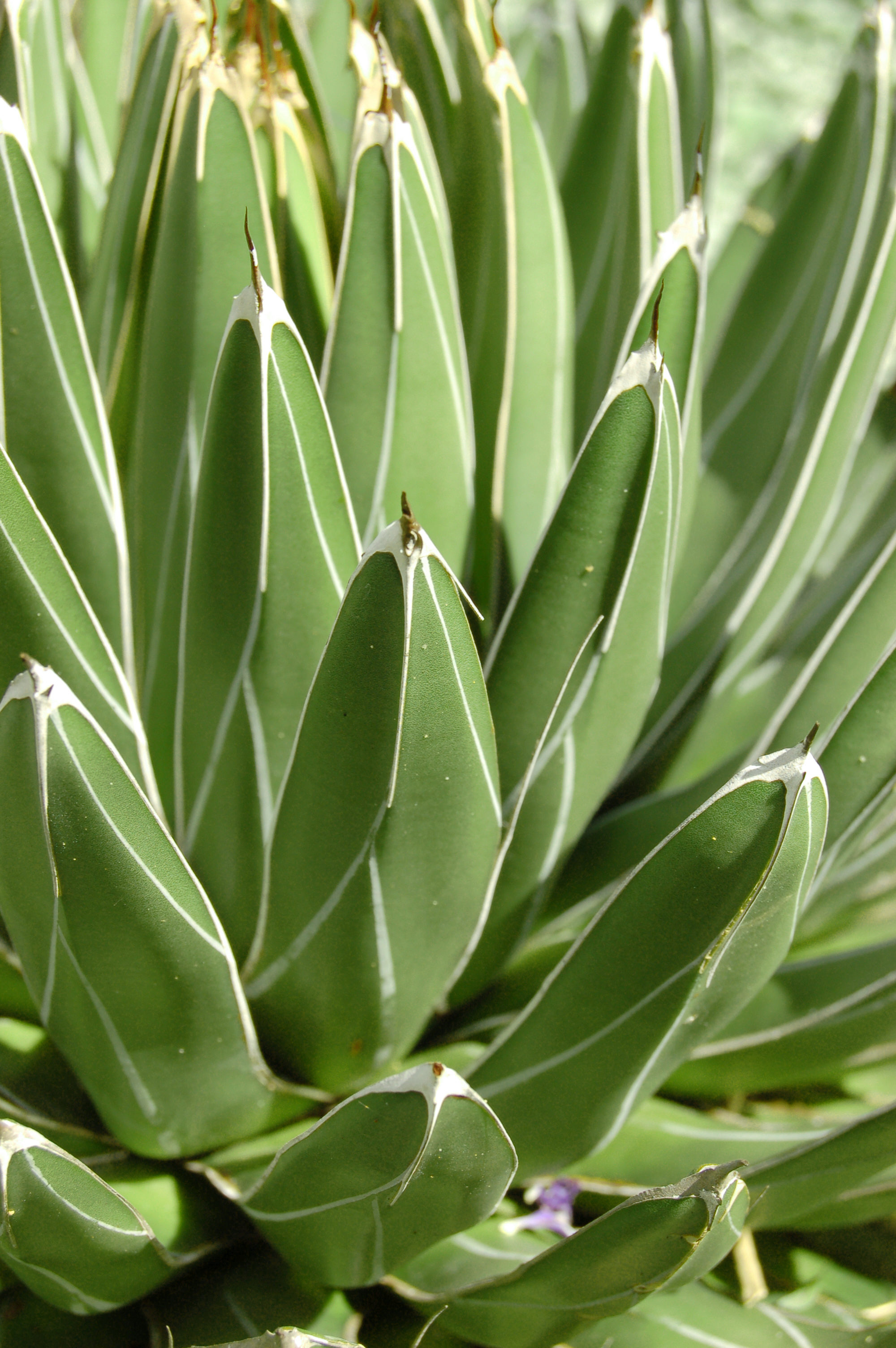
Vue rapprochée.

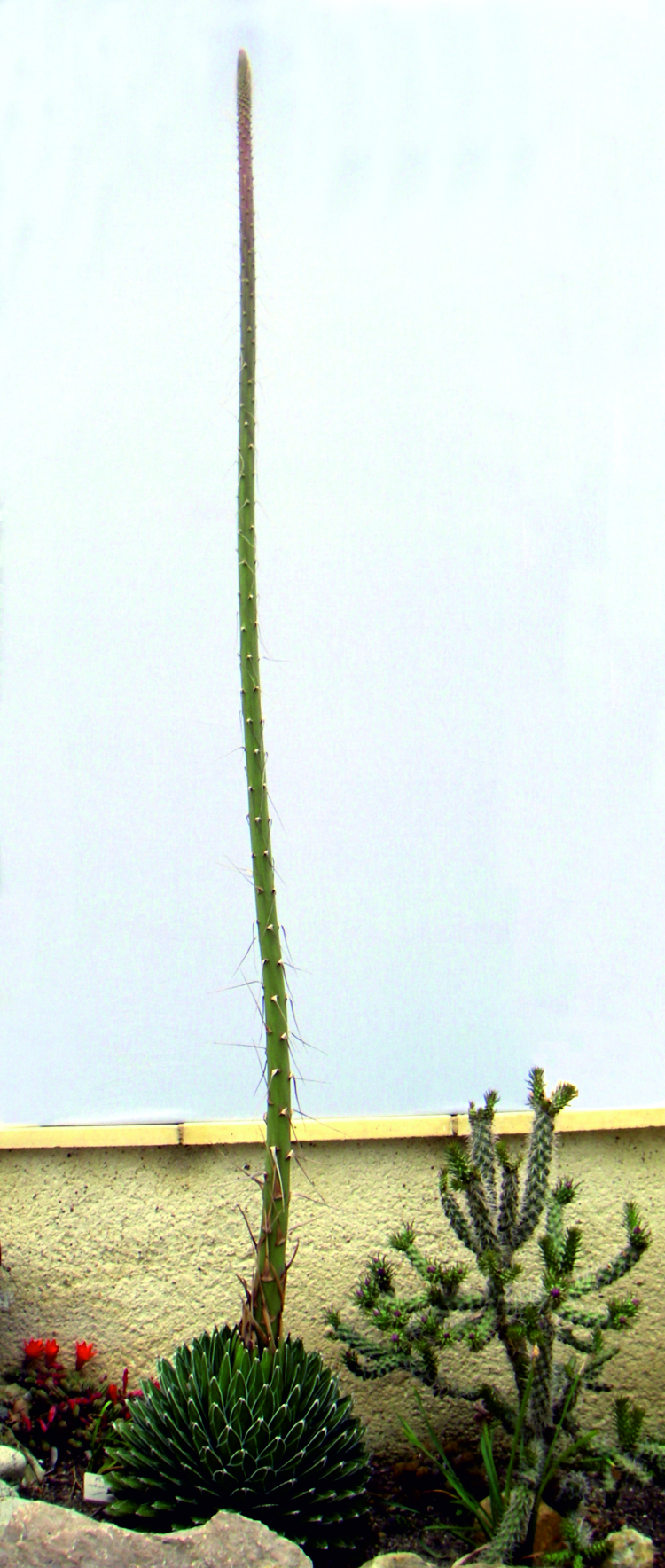
Hampe florale (h=2,04m) de victoriae-reginae juste avant la floraison (mai 2012).

En général, elle forme des rosettes compactes de 30 cm environ, soit une taille inférieure à celle des autres espèces de la famille.
La rosette est composée de feuilles courtes, rigides, épaisses, de section triangulaire et de couleur vert foncé. Elles sont terminées par une pointe de une à 3 épines de 1,5 à 3 cm de long. Par contre, il n'y a pas d'épines sur le bord des feuilles à l'inverse de la plupart des agaves.
Ses feuilles portent des bandes blanches sur le côté qui rendent l'espèce facilement identifiable.

## Répartition
Elle est originaire du désert de Chihuahua au Mexique.

## Culture
Elle peut s'hybrider avec d'autres espèces d'agaves.
Elle s'acclimate parfaitement dans les jardins de la Côte d'Azur.

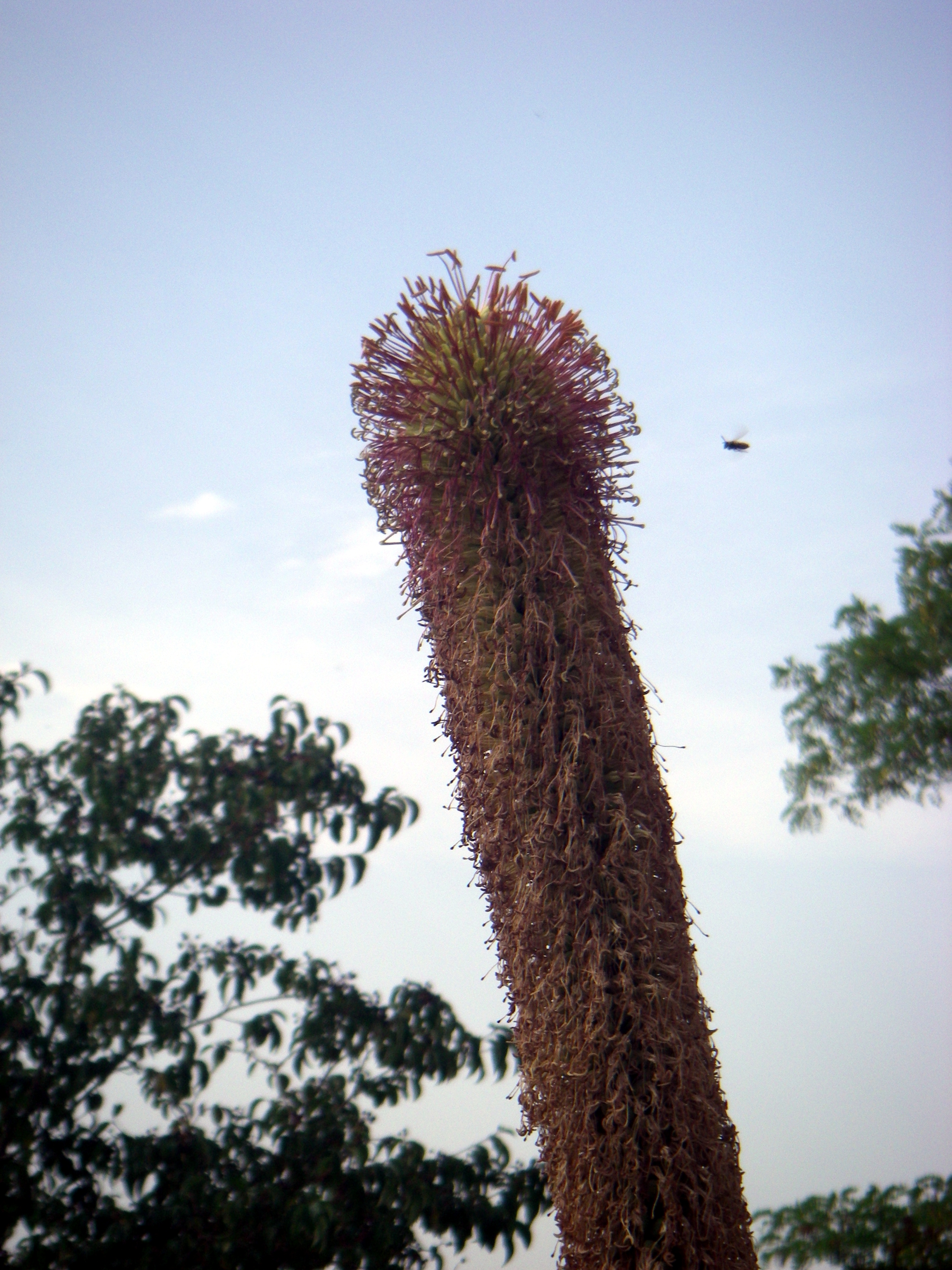
Fleurs dAgave victoriae-reginae.

Comme beaucoup d'agaves, Victoriae Reginae ne fleurit qu'une seule fois et meurt ensuite (plante monocarpique). Ce phénomène est favorisé par un hiver froid, souvent sur un sujet âgé de plusieurs dizaines d'années.
Une hampe commence à pousser début mai pour atteindre plus de deux mètres de hauteur au bout d'un mois. Puis la floraison, rouge-brun, commence à mi-hauteur en se propageant vers le haut. La plante meurt dans le courant de l'été.
Elle est très appréciée comme plante ornementale. Quand elle est cultivée dans des conditions favorables, la plante a l'aspect d'un polyèdre géométrique très régulier.
Si les conditions d'ensoleillement, d'arrosage et de richesse du sol sont inadaptées, la rosette se déforme et devient inesthétique.